# Salgar
Salgar è un comune della Colombia facente parte del dipartimento di Antioquia.
Il centro abitato venne fondato da un gruppo di coloni provenienti dall'area di Medellín nel 1880, mentre l'istituzione del comune è del 1903.